# جورج تير ستيفانيان
كان جورج تير ستيفانيان (16 أبريل [التقويم القديم 3 أبريل] 1907 – 4 ديسمبر 2006) عالمًا سوفييتيًا أرمنيًا في مجالي ميكانيكا التربة والجيولوجيا الهندسية وأحد مؤسسي دراسات الانهيارات الأرضية ومبتكر نظريات عمق زحف المنحدرات والتركيب البنيوي لطين ما بعد عصر الجليد وتعليق الضغط الذي يعمل ضد الترشح. كان تير ستيفانيان عضوًا في الأكاديمية الوطنية للعلوم في أرمينيا.

## حياته وتعليمه ومسيرته المهنية
ولد تير ستيفانيان في 16 أبريل 1907، في تيفليس (تبليسي)، جورجيا. كان والده، إساياه زاخاريفيتش تير ستيفانيان، طبيبًا بيطريًا انتقل أسلافه من أني، مدينة في أرمينيا الغربية (تقع حاليًا في تركيا) إلى جورجيا في القرن الرابع عشر. وكانت والدته، لوسي هاروتيونوفنا تير ستيفانيان (الاسم عند الولادة هاروتيونيان)، مدرسة للغتين الروسية والأرمنية.
بدأ تير ستيفانيان عمله العلمي في عام 1930 في معهد جنوب القوقاز للعمارة حين كان ما يزال طالبًا في المعهد التقني الجورجي. ومنذ عام 1932 حتى عام 1941 عمل تير ستيفانيان في العديد من معاهد الأبحاث في لينينغراد (سانت بطرسبرغ) وشغل منصبًا تعليميًا في معهد لينينغراد للهندسة المدنية (1931 - 1937 و1939 - 1941). تركزت نشاطاته البحثية على الانهيارات الأرضية والأسس العميقة للجسور، وأيضًا التحقق من وقوع احتكاك داخلي في التربة.
حتى في بداية مسيرته المهنية كانت خبرة تير ستيفانيان ومعرفته مطلوبتين بشدة وطلب منه أن ينضم إلى الفرق السوفييتية في الخارج. منذ عام 1937 حتى عام 1939 عمل تير ستيفانيان في طهران وتبريز وأصفهان (إيران) كمهندس جيوتكنيك أوكلت إليه مهمة بناء مصاعد ومنشآت رئيسية أخرى. ومنذ عام 1946 حتى عام 1949 عمل تير ستيفانيان في ألمانيا ومثل الأكاديمية الأرمنية للعلوم.
عرف تير ستيفانيان بسبب مقاربته الخلاقة والجريئة لحل المشكلات. ونتيجة لذلك، عين تير ستيفانيان، خلال الحرب العالمية الثانية، رئيسًا لفريق أبحاث جنوب القوقاز، والذي كان مجموعة أوكلت إليها اتخاذ القرارات حول تفعيل الانهيارات الأرضية في مناطق تتمتع بأهمية عسكرية من الناحية الاستراتيجية بين بحر قزوين والبحر الأسود. وكان مسؤولًا عن تطبيق إجراءات منع الانهيارات الأرضية التي ستتيح ممرًا غير متقطع للقطارات العسكرية على امتداد السكك الحديدية العابرة لبحر قزوين.
بعد نهاية الحرب العالمية الثانية، قرر تير ستيفانيان أن يكرس خبرته لتطوير بلده الأم أرمينيا، وانتقل إلى ييريفان، عاصمة جمهورية أرمينيا الاشتراكية السوفييتية. دعي تير ستيفانيان للعمل في الأكاديمية الأرمنية للعلوم المنظمة حديثًا، حيث أسس قسم هندسة الجيولوجيا وجيولوجيا المياه. وفي وقت لاحق، أعاد تنظيم القسم ليأسس مخبر الميكانيكا الجيولوجية، الذي ترأسه حتى عام 1994. وإلى جانب عمله العلمي، كان لتير ستيفانيان مساهمة هامة في الحماية البيئية لأرمينيا.
في عام 1994، انتقل تير ستيفانيان إلى الولايات المتحدة الأمريكية حيث منح إقامة دائمة كعالم ذائع الصيت. واصل تير ستيفانيان عمله العلمي في الولايات المتحدة الأمريكية. واكتشف واحدة من القوى غير المعروفة للطبيعة، قوة التعليق، وأيضًا منهج تحديد التعليق باستخدام قوة الارتشاح والاهتزازات. وكان ذلك الاكتشاف الأهم للحماية البيئية.
كان تير ستيفانيان يتحدث العديد من اللغات، فإلى جانب الأرمينية والروسية، كان تير ستيفانيان يتحدث الإنجليزية والفرنسية والألمانية بطلاقة، وكان أيضًا متمكنًا من الفارسية والجورجية.
أمضى تير ستيفانيان سنواته الأخيرة في الولايات المتحدة الأمريكية وكندا. وتوفي قبل أربعة شهور من بلوغه عامه ال 100 في 4 من شهر ديسمبر من عام 2006 في مونتريال، كندا.

### إنجازاته الأكاديمية
حصل تير ستيفانيان على شهادة دبلوم في الهندسة المدنية من المعهد الجورجي التقني في عام 1931. في الوقت نفسه، درس في قسم اللغة الإنجليزية في معهد اللغات الأجنبية. ودافع عن أطروحة الدكتوراه في عام 1939 وأطروحة ما بعد الدكتوراه في عام 1956، وكان ذلك في معهد لينينغراد للهندسة المدنية، وهو حاليًا جامعة سانت بطرسبرغ للهندسة المعمارية والمدنية. في عام 1960، حصل تير ستيفانيان على ترتيب علمي كأستاذ جامعي. وفي عام 1977، انتخب تير ستيفانيان عضوًا مراسلًا للأكاديمية الوطنية للعلوم في أرمينيا، وأصبح في عام 1996 عضوًا كامل العضوية في الأكاديمية ذاتها.

### إسهامات علمية بارزة
تعتبر إسهامات تير ستيفانيان في العلم إسهامات بارزة. إذ ألف تير ستيفانيان 10 أفرودات وأكثر من 300 مقال علمي، نشرت 80 منها خارج الاتحاد السوفييتي.
كان تير ستيفانيان حامل العديد من براءات الاختراع المعمول بها في الاتحاد السوفييتي، من بينها براءات اختراع لأدوات وأجهزة لدراسة الخصائص الفيزيائية الميكانيكية للتربة. وحاز أيضًا على براءات اختراع في كندا (عام 1999) والولايات المتحدة الأمريكية (عام 2001) على المنهج المذكور أعلاه.
كان تير ستيفانيان مؤسس المجلة العلمية «مشكلات الميكانيكا الجيولوجية» التي كانت تصدر ب 3 لغات (الأرمنية والروسية والإنجليزية) ورئيس تحريرها، والتي كانت تنشر بين عامي 1967 و1988 وحازت على شهرة عالمية واسعة. وظهرت في المجلة مقالات من تأليف علماء سوفييتيين وعالميين بارزين، ترجم تير ستيفانيان العديد منها.
في عام 1975 أسس تير ستيفانيان مجلة علمية أخرى، «تقارير مخبر الميكانيكا الجيولوجية»، التي كانت تنشر باللغة الروسية، وشغل منصب مدير تحريرها.
شغل تير ستيفانيان منصب عضو في مجلس تحرير المجلات العلمية «جيوتكنيك» (لندن) و«الهندسة الجيولوجية» (موسكو) و«دراسة الجيوتكنيك والميكانيكا» (فروتسواف) و«منتدى أكاديمية العلوم في جمهورية أرمينيا الاشتراكية السوفييتية وعلوم الأرض».
(ييريفان). ونشر باللغتين الإنجليزية والألمانية أكثر من 600 مقال قصير من الأعمال المختارة من قبل العلماء السوفييت. ظهرت هذه المقالات لمدة 20 عامًا في مجلة «تجريدات جيوتكنيكية» التي كان مقرها في مدينة كولن والتي كانت تصدر عن اللجنة الوطنية الألمانية لميكانيكا التربة وهندسة الأساسات.
كانت العديد من أعمال تير ستيفانيان أعمالًا رئيسية وذات تأثير عميق في مجال ميكانيكا التربة والجيولوجيا الهندسية، وما تزال هذه الأعمال تنال اعترافًا على مستوى العالم. كانت خبرة تير ستيفانيان قد نالت اعترافًا عالميًا ومطلوبة بشدة، كما تظهر الدعوات المتكررة التي وجهت إليه كمتحدث رئيسي ومتحدث عام في المنتديات والمؤتمرات العلمية العالمية والجامعات في كافة أنحاء العالم.
كانت الدعوة الأكثر لفتًا للانتباه هي دعوة الأستاذ الجامعي كارل فون تيرزاغي، مؤسس ميكانيكا التربة، لتقديم ورقة أمام المؤتمر العالمي الأول حول ميكانيكا التربة وهندسة الأساسات مطلع العام 1936 في كامبردج، ماساتشوستس، والذي تلته مشاركته اللاحقة في مؤتمرات لندن وباريس ومونتريال ومكسيكو سيتي وموسكو وغدانسك وطوكيو وستوكولهم وسان فرانسيسكو. وساهم تير ستيفانيان أيضًا في مؤتمرات دولية مبكرة وإقليمية حول ميكانيكا الصخور في لشبونة وبلغراد، وحول الجيولوجيا الهندسية في نيودلهي وباريس وسان باولو ومدريد ولشبونة وأثينا وفانكوفر، وحول الانهيارات الأرضية في طوكيو وبراغ ونيودلهي وتورونتو ولوزان وكيوتو وتروندهايم. وبصفته مختصًا بارزًا في مجال ميكانيكا التربة والجيولوجيا الهندسية، دعي تير ستيفانيان مرات عديدة لإلقاء محاضرات في بلجيكا وبلغاريا وتشيكوسلوفاكيا وفرنسا والمجر واليابان والنروج وبولندا والسويد ودول أخرى.

### العضوية في منظمات علمية
شارك تير ستيفانيان بصورة نشطة في العديد من المنظمات العلمية السوفييتية والدولية. 
لسنوات عديدة، كان تير ستيفانيان رئيس مفوضية الانهيارات الأرضية وعضوًا في مفوضية الزلازل والانسياب الطيني التابعة للجنة العلمية حول الجيولوجيا الهندسية وجيولوجيا المياه التابعة لأكاديمية العلوم في الاتحاد السوفييتي.
كان تير ستيفانيان أيضًا عضوًا في:
- المجلس العلمي للجيولوجيا الهندسية وعلم التربة في قسم العلوم الجيولوجية التابع لأكاديمية العلوم في الاتحاد السوفييتي.
- التجمع الدولي لميكانيكا التربة وهندسة الأساسات ولجنتها الاصطلاحية.
- الرابطة الدولية للجيولوجيا الهندسية والبيئة ولجنتها لانهيار الأراضي وتحرك الكتل.
- التجمع الدولي لميكانيكا الصخور ولجنته الاصطلاحية حول المصطلحات والرموز والتمثيل التخطيطي.
- المكتب المشترك للتجمعات الدولية الثلاثة المرتبطة والمذكورة أعلاه لتشكيل فريق عمل اليونيسكو للتجمعات الدولية الجيوتكنيكية لقائمة جرد للانهيارات الأرضية في العالم.

## الحماية البيئية
كان إسهام تير ستيفانيان الأبرز الحفاظ على الطبيعة والبيئة في أرمينيا. في عام 1956، أعرب تير ستيفانيان عن معارضته قرار الحكومة الاستخدام الواسع للمياه من بحيرة سيفان، وهي مصدر مياه مميز وفريد من نوعه، لأهداف تتعلق بالطاقة. مستخدمًا إسقاطات تقنية واقتصادية، أظهر تير ستيفانيان خطأ المشروع وعبثيته، محذرًا من أن المشروع سيتسبب بضرر للبحيرة لا يمكن إصلاحه. ونتيجة لتدخله، ولا سيما نتيجة معاركه الحاسمة والدائمة ضد تنفيذ هذه المغامرة، أعيد النظر في المشروع وحفظت بحيرة سيفان. 
في أواخر الستينيات من القرن العشرين، أبدى تير ستيفانيان معارضته لاستخدام وادي أرارات، وهي منطقة نشطة زلزاليًا تحوي مصدر المياه الارتوازية الوحيدة في الإقليم وتقع على بعد 26 كيلومترًا فقط من ييريفان، عاصمة الجمهورية، كموقع بناء لمحطة طاقة نووية جديدة.